# Municipio de Las Cañas
El municipio de Las Cañas es uno de los municipios del departamento de Cerro Largo, Uruguay. Su sede es la localidad homónima.

## Localización
El municipio se encuentra situado en la zona sureste del departamento de Cerro Largo.

## Historia
El municipio fue creado el 25 de octubre de 2018 por decreto de la Junta Departamental de Cerro Largo n°29/2018. Dicho decreto determinó además que su territorialidad municipal corresponde a las series electorales GCF, GDE y GDG de ese departamento.

## Autoridades
La autoridad del municipio es el Concejo Municipal, integrada por cinco miembros: un alcalde (que lo preside) y cuatro concejales.
| N° | Alcalde     | Partido             | Inicio del mandato      | Fin del mandato | Observaciones   |
| -- | ----------- | ------------------- | ----------------------- | --------------- | --------------- |
| 1  | Victor Noda | Partido Nacional PN | 27 de noviembre de 2020 | En el cargo     | Alcalde electo. |